# میکروسکوپ تصویربرداری طول عمر فلوئورسنس
میکروسکوپ تصویربرداری طول عمر فلوئورسنس (به انگلیسی: Fluorescence-lifetime imaging microscopy) یک روش تصویربرداری است که بر اساس تفاوت در طول عمر کاهش یا تحلیل رفتن فلوروفور در یک نمونه است. می‌تواند به عنوان یک روش تصویربرداری در میکروسکوپ کانفوکال، میکروسکوپ تحریک دو فوتونی و توموگرافی چند عکس استفاده شود.
در این روش از طول عمر (FLT) فلوروفور، به جای شدت آن، برای ایجاد تصویر در FLIM استفاده می‌شود. طول عمر فلوئورسنس (فلورسانس) به محیط اطراف فلوروفور بستگی دارد، بنابراین از هر گونه اندازه‌گیری اشتباه در شدت فلورسانس به دلیل تغییر در روشنایی منبع نور، شدت نور پس‌زمینه یا سفید شدن عکس محدود جلوگیری می‌کند. این تکنیک همچنین دارای مزیت به حداقل رساندن اثر فوتوبلیچینگ (تحلیل رفتن فلوئورسنس به دلیل نور) در لایه‌های ضخیم نمونه است. بسته به ریز محیط، اندازه‌گیری‌های طول عمر به عنوان روشی برای اندازه‌گیری شاخص پی‌اچ , ویسکوزیته و غلظت گونه‌های شیمیایی استفاده شده‌است.

## طول عمر فلورسانس
یک فلوروفور که توسط یک فوتون برانگیخته می‌شود، با توجه به میزان پوسیدگی از طریق تعدادی از مسیرهای مختلف فروپاشی یا کاهیدگی (تابشی و / یا غیرتابشی) با احتمال مشخصی به حالت پایه تبدیل می‌شود. برای مشاهدهٔ فلورسانس، یکی از این مسیرها باید از طریق گسیل خودبه‌خودی یک فوتون باشد. در توصیف گروه، فلورسانس ساطع شده با توجه به زمان تحلیل می‌رود
{\displaystyle I(t)=I_{0}e^{-t/\tau }}
که
ݦج{\displaystyle {\frac {1}{\tau }}=\sum k_{i}} .
در بالا، {\displaystyle t} زمان است ، {\displaystyle \tau } طول عمر فلورسانس است ، {\displaystyle I_{0}} فلورسانس اولیه در است {\displaystyle t=0} ، و {\displaystyle k_{i}} نرخ‌ها برای هر مسیر فروپاشی است، حداقل یکی از آن‌ها باید نرخ فروپاشی فلورسانس باشد {\displaystyle k_{f}} . مهم‌تر از همه ، {\displaystyle \tau } از شدت اولیه و نور ساطع‌شده مستقل است. این را می‌توان برای اندازه‌گیری‌های غیر شدت مبتنی بر سنجش شیمیایی استفاده کرد.

## اندازه‌گیری
تصویربرداری طول عمر فلوئورسنس با شدت هر پیکسل که توسط آن تعیین می‌شود، تصاویر را به همراه دارد {\displaystyle \tau } ، که به شما امکان می‌دهد کنتراست بین مواد با سرعت مختلف تحلیل رفتن یا فروپاشی فلورسانس را مشاهده کنید (حتی اگر این مواد دقیقاً در طول موج یکسان باشند)، و همچنین تصاویری تولید می‌کند که تغییرات در سایر مسیرهای کاهیدگی، مانند تصویربرداری FRET را نشان می‌دهد.

### روشنایی پالسی
طول عمر فلوئورسنس را می‌توان در واحد زمان با استفاده از یک منبع پالسی تعیین کرد. هنگامی که جمعیتی از فلوروفورها توسط یک پالس نور فوق‌العاده کوتاه یا دلتا هیجان زده شوند، فلوئورسنس با زمان حل شده به همان اندازه که در بالا توضیح داده شد از بین می‌رود. با این حال، اگر پالس یا ضربه تحریک کننده یا پاسخ تشخیص گسترده باشد، فلورسانس اندازه‌گیری شده، d (t)، صرفاً نمایی نخواهد بود. تابع واکنشی ابزاری، IRF (T) خواهد شد convolved یا با تابع کاهیدگی و F (t) مخلوط شده.
{\displaystyle {d}(t)={IRF}(t)\otimes {F}(t)}
پاسخ ابزاری منبع، آشکارساز (Detector) و الکترونیک را می‌توان معمولاً از طریق نور پراکنده مهیج اندازه‌گیری کرد. بازیابی عملکرد فروپاشی (و طول عمر مربوطه) چالش‌های دیگری را ایجاد می‌کند زیرا تقسیم در دامنه فرکانس هنگامی که مخرج نزدیک به صفر است تمایل به تولید نویز (noise) زیاد دارد.

#### TCSPC
شمارش تک فوتونی همبسته با زمان (TCSPC) معمولاً استفاده می‌شود زیرا تغییرات در شدت منبع و دامنه پالس تک فوتون را جبران می‌کند. با استفاده از تجهیزات تجاری TCSPC می‌توان منحنی کاهیدگی فلورسانس را با وضوح زمانی تاfs 405 فمتو ثانیه ثبت کرد هیستوگرام تجزیه فلورسانس ثبت شده از آمار پواسون پیروی می‌کند که در تعیین میزان برازش در هنگام نصب در نظر گرفته می‌شود. به‌طور خاص، TCSPC زمان‌هایی را تشخیص می‌دهد که فوتون‌های فردی توسط یک ردیاب سریع تک فوتونی (معمولاً یک لوله ضرب عکس (PMT یا Photo Multiplier Tube) یا یک دیود عکس بهمن تک فوتونی  (SPAD یا Single Photon Avalanche Detector)) با توجه به نبض لیزر تحریک، شناسایی می‌شوند. ضبط شده برای چندین پالس لیزر تکرار می‌شود و پس از وقایع ضبط شده کافی، می‌توان یک هیستوگرام از تعداد رویدادها در تمام این نقاط زمانی ثبت شده ایجاد کرد. این هیستوگرام می‌تواند متناسب با یک تابع نمایی باشد که شامل تابع کاهیدگی طول عمر نمایی مورد نظر باشد و بر این اساس می‌توان پارامتر طول عمر را استخراج کرد. سیستم‌های چند کاناله PMT با 16 تا ۶۴ عنصر به صورت تجاری در دسترس بوده‌است، در حالی که سیستم‌های دیود بهمن تک فوتونی CMOS (SPAD) -TCSPC FLIM که اخیراً نشان داده شده‌است می‌تواند تعداد بیشتری از کانال‌های تشخیص و گزینه‌های کم هزینه اضافی را ارائه دهد.

#### روش گیتینگ
در این روش هنوز از تحریک نبض استفاده می‌شود. قبل از رسیدن پالس به نمونه، مقداری از نور توسط آینه دو رنگ منعکس می‌شود و توسط یک فتودایود شناسایی می‌شود که یک ژنراتور تأخیر را کنترل می‌کند که یک تقویت کننده نوری دروازه (GOI) را کنترل می‌کند که در مقابل آشکارساز CCD قرار دارد. GOI فقط برای کسری از زمان که پس از تأخیر باز است، امکان شناسایی دارد؛ بنابراین، با یک ژنراتور تأخیر قابل تنظیم، فرد می‌تواند انتشار فلورسانس را پس از چندین بار تأخیر شامل محدوده زمانی کاهیدگی فلورسانس نمونه جمع‌آوری کند. در سال‌های اخیر دوربین‌های (CCD یاCharged Coupled Device) تشدید شده یکپارچه وارد بازار شدند. این دوربین‌ها از یک تقویت کننده تصویر، سنسور CCD و یک مولد تأخیر یکپارچه تشکیل شده‌اند. دوربین‌های  (Intensified CCD camera یاICCD) با کمترین زمان واکنش تا سرعت 200ps پیکوثانیه و مراحل تأخیر 10ps پیکو ثانیه اجازه رزولوشن زیر نانو ثانیه FLIM را می‌دهند. این روش در ترکیب با آندوسکوپ برای تشخیص تومورهای مغزی حین عمل استفاده می‌شود.

### مدولاسیون فازی
طول عمر فلورسانس را می‌توان در دامنه فرکانس (Frequency Domain) با استفاده از یک روش مدولاسیون فاز (Phase Modulation) تعیین کرد. در این روش از یک منبع نوری استفاده می‌شود که با فرکانس بالا (حداکثر ۵۰۰) پالس یا تعدیل می‌شود مگاهرتز) مانند LED، لیزر دیود یا منبع موج پیوسته همراه با یک مدولاتور الکترواپتیکی یا یک مدولاتور آکوستیو نوری. فلورسانس (الف) تغییر شکل یافته و (ب) فاز جابجا شده‌است. هر دو مقدار مربوط به زمان کاهیدگی مشخص فلوروفور است. همچنین، اجزای y به موج‌های سینوسی تحریک و فلورسانس تعدیل می‌شوند و می‌توان از نسبت تعدیل این اجزای y، طول عمر را تعیین کرد. از این رو، ۲ مقدار برای طول عمر می‌تواند از روش مدولاسیون فاز تعیین شود. طول عمر از طریق روش‌های متناسب این پارامترهای تجربی تعیین می‌شود. یک مزیت دامنه فرکانس مبتنی بر PMT یا دوربین مبتنی بر دوربین FLIM، دستیابی سریع به تصویر در طول عمر آن است که آن را برای کاربردهایی مانند تحقیقات سلول زنده مناسب می‌کند.

## تحلیل و بررسی
هدف از الگوریتم تجزیه و تحلیل استخراج منحنی پوسیدگی خالص از پوسیدگی اندازه‌گیری شده و برآورد طول عمر(ها) است. مورد دوم معمولاً با برازش توابع نمایی منفرد یا چندگانه انجام می‌شود. روشهای متنوعی برای حل این مشکل ایجاد شده‌است. پرکاربردترین تکنیک، جمع شدن مجدد تکرار شونده با حداقل مربع است که بر اساس به حداقل رساندن مجموع وزنی مانده‌ها است. در این روش منحنی‌های تجزیه نمایی نظری با عملکرد پاسخ ابزار پیچیده می‌شوند، که جداگانه اندازه‌گیری می‌شود و بهترین محاسبه با محاسبه تکراری باقیمانده برای ورودی‌های مختلف تا زمانی که حداقل پیدا شود، پیدا می‌شود. برای مجموعه ای از مشاهدات {\displaystyle d({{t}_{i}})} از سیگنال فلورسانس در زمان بن i، برآورد طول عمر با حداقل سازی انجام می‌شود:
{\displaystyle {{\chi }^{2}}=\sum \limits _{i}{{\left[{{d}_{i}}({{t}_{i}})-{{d}_{0i}}({{t}_{i}},a,\tau )\right]}^{2}}}
علاوه بر مشکلات تجربی، از جمله عملکرد پاسخ ابزار وابسته به طول موج، درمان ریاضی مشکل تکرار شوک تکراری مستقیم نیست و یک روند آهسته است که در روزهای اولیه FLIM آن را برای تجزیه و تحلیل پیکسل به پیکسل غیر عملی ساخته‌است. روش‌های غیر اتصالی جذاب هستند زیرا یک راه حل سریع برای تخمین مادام العمر ارائه می‌دهند. یکی از تکنیک‌های اصلی و سرراست در این گروه روش تعیین طول عمر سریع (RLD) است. RLD با تقسیم منحنی پوسیدگی به دو قسمت با عرض برابر، طول عمر و دامنه آنها را مستقیماً محاسبه می‌کند {\displaystyle \delta } تی تجزیه و تحلیل با ادغام منحنی پوسیدگی در فواصل زمانی برابر انجام می‌شود {\displaystyle \delta } تی:
{\displaystyle {\begin{matrix}{{D}_{0}}=\sum \limits _{i=1}^{K/2}{{{I}_{i}}\delta t}&{{D}_{1}}=\sum \limits _{i=K/2}^{K}{{{I}_{i}}\delta t}\\\end{matrix}}}
Ii سیگنال ضبط شده در کانال i است و K تعداد کانال‌ها است. طول عمر را می‌توان با استفاده از:
{\displaystyle \tau =\delta t/\ln({{D}_{0}}/{{D}_{1}})}
برای فروپاشی‌های چند نمایی این معادله متوسط طول عمر را فراهم می‌کند. این روش می‌تواند برای تجزیه و تحلیل پوسیدگی‌های دو نمایه گسترش یابد. یک اشکال عمده در این روش این است که نمی‌تواند اثر پاسخ ابزار را در نظر بگیرد و به همین دلیل قسمت اولیه منحنی‌های تجزیه اندازه‌گیری شده باید در تجزیه و تحلیل نادیده گرفته شود. این بدان معنی است که بخشی از سیگنال کنار گذاشته می‌شود و دقت برای تخمین عمر کوتاه کاهش می‌یابد.
یکی از ویژگی‌های جالب قضیه کانولوشن این است که انتگرال کانولوشن حاصل عواملی است که انتگرال را تشکیل می‌دهد. چند تکنیک وجود دارد که در فضای دگرگون شده کار می‌کنند و از این ویژگی برای بازیابی منحنی پوسیدگی خالص از منحنی اندازه‌گیری شده بهره برداری می‌کنند. تحول لاپلاس و فوریه همراه با گسترش لاگور گاوس برای تخمین عمر در فضای تبدیل شده استفاده شده‌است. این روشها سریعتر از روشهای مبتنی بر انحلال هستند اما از مشکلات برش و نمونه برداری رنج می‌برند. علاوه بر این، استفاده از روش‌هایی مانند گسترش لاگور گاوس از نظر ریاضی پیچیده‌است. در روشهای فوریه طول منحنی منحنی نمایی منفرد توسط:
{\displaystyle \tau ={\frac {1}{n\omega }}{\frac {{A}_{n}}{{B}_{n}}}}
جایی که:
{\displaystyle {\begin{matrix}{{A}_{n}}={\frac {\sum \limits _{t}{d(t)\sin(n\omega t)}}{\sum \limits _{t}{IRF(t)\sin(n\omega t)}}}={\frac {\omega \tau }{1+{{\omega }^{2}}{{\tau }^{2}}}},&{{B}_{n}}={\frac {\sum \limits _{t}{d(t)\cos(n\omega t)}}{\sum \limits _{t}{IRF\cos(n\omega t)}}}={\frac {1}{1+n{{\omega }^{2}}{{\tau }^{2}}}},&\omega ={\frac {2\pi }{T}}\\\end{matrix}}}
و n عدد هارمونیک و T کل محدوده زمانی تشخیص است.

## برنامه‌های کاربردی
FLIM در درجه اول در زیست‌شناسی به عنوان روشی برای تشخیص حساسیت به نور در سلول‌ها و تومورها و همچنین FRET در مواردی که تصویربرداری نسبت سنجی دشوار است، استفاده شده‌است. این تکنیک در اواخر دهه ۱۹۸۰ و اوایل دهه ۱۹۹۰ توسعه یافته‌است (روش Gating: Bugiel و همکاران 1989. König 1989، تعدیل فاز: لاکوویچ در آل. ۱۹۹۲،) قبل از اینکه در اواخر دهه ۱۹۹۰ بیشتر استفاده شود. در کشت سلولی، برای مطالعه سیگنالینگ گیرنده EGF و قاچاق استفاده شده‌است. دامنه زمانی FLIM (tdFLIM) همچنین برای نشان دادن اثر متقابل هر دو نوع پروتئین رشته رشته میانی هسته ای لامین‌های A و B1 در هموپلیمرهای مجزا در پاکت هسته ای مورد استفاده قرار گرفته‌است که در ساختارهای مرتبه بالاتر با یکدیگر تعامل بیشتری دارند. تصویربرداری FLIM به ویژه در نورون‌ها، جایی که پراکندگی نور توسط بافت مغز برای تصویربرداری با نسبت سنجی است، بسیار مفید است. در نورون‌ها، از تصویربرداری FLIM با استفاده از نور پالسی برای مطالعه پروتئین‌های خانواده Ras , CaMKII , Rac و Ran است. FLIM در توموگرافی مولتی فوتون بالینی برای شناسایی سلولهای سرطانی داخل پوستی و همچنین ترکیبات دارویی و آرایشی استفاده شده‌است.

### تصویربرداری FRET
از آنجا که طول عمر فلورسانس به هر دو فرایند تابشی (یعنی فلورسانس) و غیر تابشی (به عنوان مثال خاموش کردن، FRET) بستگی دارد ، انتقال انرژی از مولکول دهنده به مولکول گیرنده باعث کاهش طول عمر اهدا کننده می‌شود؛ بنابراین، اندازه‌گیری‌های FRET با استفاده از FLIM می‌تواند روشی را برای تمایز بین ایالات / محیط‌های فلوروفور فراهم کند. در مقابل اندازه‌گیری FRET مبتنی بر شدت، اندازه‌گیری FRET مبتنی بر FLIM همچنین نسبت به غلظت فلوروفورها حساس نیست و بنابراین می‌تواند مصنوعات معرفی شده توسط تغییرات غلظت و شدت انتشار را در سراسر نمونه فیلتر کند.